# Real Madrid World
Real Madrid World (anciennement Bollywood Parks Dubai) est un parc à thème faisant partie du complexe Dubai Parks and Resorts, situé à Dubaï aux Émirats arabes unis. Il a ouvert ses portes en novembre 2016 sous le nom de Bollywood Parks Dubai, avant de fermer le 20 avril 2023,. Il avait pour thème l'industrie cinématographique de Bombay dans cinq zones inspirées des blockbusters et des stars de Bollywood. Le parc a été rebaptisé du nom du club de football Real Madrid et a rouvert ses portes le 9 avril 2024. Le parc contient désormais 2 restaurants, 15 attractions et 2 montagnes russes.

## Le parc à thème

### Bollywood Parks Dubai

Logo de Bollywood Parks Dubai.

Le parc est divisé en cinq zones thématiques :
- Bollywood Boulevard est la reconstitution d'une rue indienne ;
- Mumbai Chowk est la reconstitution d'une rue de Bombay ;
- Rustic Ravine est conçu pour représenter le paysage coloré d'un village de l'Inde rurale ;
- Royal Plaza se veut le transport à travers une époque d'opulence et de splendeur au temps de l'âge d'or de Bollywood ;
- Bollywood Film Studios présente comment les films sont tournés à Bollywood.

### Real Madrid World
Dans sa nouvelle version, le parc se présente comme « le premier parc à thème consacré au football au monde »
Le parc est découpé en zones thématiques :
- Celebration Plaza
- Champions Avenue
- Stars Universe
- Sports Boulevard

## Montagnes russes
| Nom                                       | Type   | Constructeur                 | Année |
| ----------------------------------------- | ------ | ---------------------------- | ----- |
| Hala Madrid (anciennement Bombay Express) | Bois   | Great Coasters International | 2021  |
| Wave (anciennement Taxi #1)               | Assise | Zamperla                     | 2021  |